# Bornmuellera baldaccii
Bornmuellera baldaccii är en korsblommig växtart som först beskrevs av Árpád von Degen, och fick sitt nu gällande namn av Vernon Hilton Heywood. Bornmuellera baldaccii ingår i släktet Bornmuellera och familjen korsblommiga växter. Inga underarter finns listade i Catalogue of Life.